# Cuges-les-Pins
 Cuges-les-Pins  es una comuna y población de Francia, en la región de Provenza-Alpes-Costa Azul, departamento de Bocas del Ródano, en el distrito de Marsella y cantón de Aubagne Este.
Su población en el censo de 1999 era de 3.754 habitantes.
Está integrada en la Communauté d’agglomération Garlavan Huveaune - Sainte Baume .

## Demografía
| 1109 | 1433 | 1282 | 1875 | 2655 | 3754 |
| Para los censos de 1962 a 1999 la población legal corresponde a la población sin duplicidades (Fuente: INSEE [Consultar]) |      |      |      |      |      |